# Thompsonella mixtecana
Thompsonella mixtecana là một loài thực vật có hoa trong họ Crassulaceae. Loài này được J. Reyes & L.G.Lopez miêu tả khoa học đầu tiên năm 1998.